# 沖縄都ホテル
沖縄都ホテル（おきなわみやこほてる）は、沖縄県那覇市にあったホテル。近鉄グループの都ホテルズ&リゾーツのホテルのひとつであった。

## 概要
那覇市の首里丘陵に1974年オープン。回転レストラン、宴会場、プールなどを備える当時沖縄最大のリゾートホテルであった。
開業当初は近畿日本ツーリストと地元企業の共同出資による「沖縄観光開発株式会社」が運営していたが、2007年に近畿日本鉄道が吸収合併し、近鉄・都ホテルズが受託運営していた。のち土地・建物は近鉄不動産の所有となった。
2017年7月、沖縄県と那覇市が沖縄都ホテルを含む複数のホテルを震度6強 - 7の地震により倒壊する危険性があるもしくは高い施設として公表。これに伴い耐震改修のめどを付ける中で、土地と建物・運営権はモルガン・スタンレー関連会社に譲渡されることになり、2018年1月22日をもって営業終了。同31日には所有権が近鉄不動産から譲渡された。
建物の耐震補強や館内の全面改装を行い部屋数を増やしつつ、同年8月に「ノボテル沖縄那覇」としてリニューアルオープンした。運営はモルガン側が設立した現地法人「琉球ホテルマネジメント」によって行われ、従業員124名のうち約70名が新しいホテルへ転籍することになった。
なお、近鉄グループは2025年7月1日よりオリオンビール子会社のオリオンホテルが運営する「オリオンホテル モトブ リゾート＆スパ」が「都ホテルズ＆リゾーツ」へ加盟することを発表、沖縄県の加盟ホテルは7年ぶりとなる。同ホテルは同年7月に開業するテーマーパーク「JUNGLIA OKINAWA」のオフィシャルホテルである（オリオンビールおよびJUNGLIA OKINAWAの運営会社には近鉄GHDが出資している）。

## 周辺
- 首里城

## アクセス
- 那覇空港から那覇バス25番、那覇バスターミナルから那覇バス25番・125番・346番・97番でノボテル沖縄那覇前下車。
- 沖縄都市モノレール安里駅からタクシー10分、または那覇バス8番でノボテル沖縄那覇前下車。
- 他に1番、9番、14番、17番も停車。